# Thermidor
Thermidor was de elfde maand van de Franse republikeinse kalender; thermidor betekent: warmtemaand.
Vergeleken met de gregoriaanse kalender begon de maand op 19 of 20 juli en eindigde op 17 of 18 augustus.
|          |
| Primidi  |
| Duodi    |
| Tridi    |
| Quartidi |
| Quintidi |
| Sextidi  |
| Septidi  |
| Octidi   |
| Nonidi   |
| Décadi   |

| décade 1 |                               |
| 1        | Épeautre (Spelt)              |
| 2        | Bouillon blanc (Koningskaars) |
| 3        | Melon (Suikermeloen)          |
| 4        | Ivraie (Raaigras)             |
| 5        | Bélier (Ram)                  |
| 6        | Prêle (Paardenstaart)         |
| 7        | Armoise (Bijvoet)             |
| 8        | Carthame (Saffloer)           |
| 9        | Mûre (Braamstruik)            |
| 10       | Arrosoir (Gieter)             |

| décade 2 |                                |
| 11       | Panis (Vingergras, Siergras)   |
| 12       | Salicorne (Kortarige zeekraal) |
| 13       | Abricot (Abrikoos)             |
| 14       | Basilic (Basilicum)            |
| 15       | Brebis (Ooi)                   |
| 16       | Guimauve (Heemst)              |
| 17       | Lin (Vlas)                     |
| 18       | Amande (Amandel)               |
| 19       | Gentiane (Gentiaan)            |
| 20       | Écluse (Sluis)                 |

| décade 3 |                     |
| 21       | Carline (Carlina)   |
| 22       | Câprier (Kappertje) |
| 23       | Lentille (Linzen)   |
| 24       | Aunée (Alant)       |
| 25       | Loutre (Otter)      |
| 26       | Myrte (Mirte)       |
| 27       | Colza (Koolzaad)    |
| 28       | Lupin (Lupine)      |
| 29       | Coton (Katoen)      |
| 30       | Moulin (Molen)      |

|                       |
| Republikeinse tijd:   |
| 0:21:15               |
| Midden-Europese tijd: |
| 01:21:07              |

## Thermidor en Revolutie
De Thermidoriaanse Reactie, of ook wel de Thermidorregime is de naam van een muiterij op 9 Thermidor van het jaar II (27 juli 1794) tegen Maximilien de Robespierre, die werd gearresteerd en zonder proces onder de guillotine op 10 thermidor II, (28 juli 1794) geëxecuteerd werd, waarmee de periode van de Terreur eindigde.
De term Thermidor heeft bij historici de betekenis gekregen van die fase in een revolutie waarin de politieke situatie weer terugkeert naar iets dat lijkt op de pre-revolutionaire toestand en de revolutionairen de macht verliezen. Leon Trotski, noemt in zijn boek The revolution betrayed: What Is the Soviet Union and Where Is It Going?, de opkomst van Stalin en de opkomst van de postrevolutionaire bureaucratie de Sovjet Thermidor.
| I | II | III | IV | V | VI | VII |

| Juli | 1793 | 1794 | 1795 | 1796 | 1797 | 1798 | 1799 | Augustus |

| I | II | III | IV | V | VI | VII |

| Juli | 1793 | 1794 | 1795 | 1796 | 1797 | 1798 | 1799 | Augustus |

| VIII | IX | X | XI | XII | XIII |

| Juli | 1800 | 1801 | 1802 | 1803 | 1804 | 1805 | Augustus |

| VIII | IX | X | XI | XII | XIII |

| Juli | 1800 | 1801 | 1802 | 1803 | 1804 | 1805 | Augustus |